# المجتمع البروتستانتي الراقي
المجتمع البروتستانتي الراقي (بالفرنسيَّة: Haute société protestante) هو تعبير فرنسي نشأ في القرن التاسع عشر، ويشير المصطلح إلى مجموعة من العائلات الثرية البروتستانتية، والتي كانت على استعداد للتضامن المتبادل والسلطة الغامضة جزئياً داخل «النخبة (والمجتمع) الفرنسي ذات الأغلبيَّة الكاثوليكيَّة». وبالتالي ينطبق هذا المصطلح أساساً على الأفراد والأسرات البرجوازية البروتستانتية الكبيرة والتي كانت تتألف من كبار الصناعيين والمصرفيين والتجار والحرفيين، والتي تعود ثرواتها وشبكات نفوذها إلى القرن التاسع عشر. تشمل العائلات التي تم ذكرها بشكل متكرر في هذا السياق آل أندريه، ودي بيثمان، وتشارلز رو، ودافيلير، وديليزيرت، ودي ديتريش، ودولفوس، وفريجيان، وجيرلان، وهيرميس، وهوتينجر، وجابي، وكالتينباخ، وكوشلين، وماليت، وميج، وميرابوود، ومونود، ونيجرو، وأودير، وبيجو، وبوبارت دي نوبليز، ورينوار دي بوسير، وريبود، وساباتير، وساي، وشلمبرجير، وشويتزر، وسيدوكس وفرن. يتم التلاعب بالمصطلح من قبل بعض المعاديين للبروتستانتية، ومع ذلك تم الاعتراف بمفهوم «المجتمع البروتستانتي الراقي» ويُستخدم في علم الاجتماع.

## أصل المصطلح
وفقًا للمؤرخ وعالم الأنساب إريك بونجنر، فإنه «بُنيت أسطورة المجتمع البروتستانتي الراقي حول رؤساء بنك فرنسا في ظل الإمبراطورية الفرنسية الأولى، والمؤلفة من عدد صغير جدًا من الأسر، الغنية جدًا، والتي تزاوجت من بعضها البعض».
وتتمّ الإشارة في هذا السياق، إلى أن نفوذ البروتستانت الفرنسيين كبير ولا يتناسب مع وزنهم العددي. تم إنشاء العديد من الشركات الفرنسية والتي ما زالت نشطة حتى اليوم من قبل البروتستانت. ولقد ازدهرت الأنشطة الصناعية أو التجارية أو المصرفية التي يقوم بها البروتستانت بمرور الوقت، وقد أتاحت التحالفات المدروسة بين العائلات البروتستانتية إلى ظهور مجتمع راقي من البروتستانت، ما أدى إلى إمكانية تعزيز هذه الأنشطة الاقتصادية وتنويعها. ويتبدى نفوذ البروتستانت في مجالات عديدة، ففي الصناعة: شركة بيجو لصناعة السيارات، ومجموعة هيرميس في مجال العطور والسلع الراقية. وفي السياسة ليونيل جوسبان وميشال روكار (شغلا منصب رئيس الوزراء). وفي العلوم والطب جاك مونو الحاصل جائزة نوبل في الطب وفي الثقافة اندريه جيد، والفيلسوف بول ريكور، والسينمائي جان-لوك غودار.

## التطور الإجتماعي

### باريس

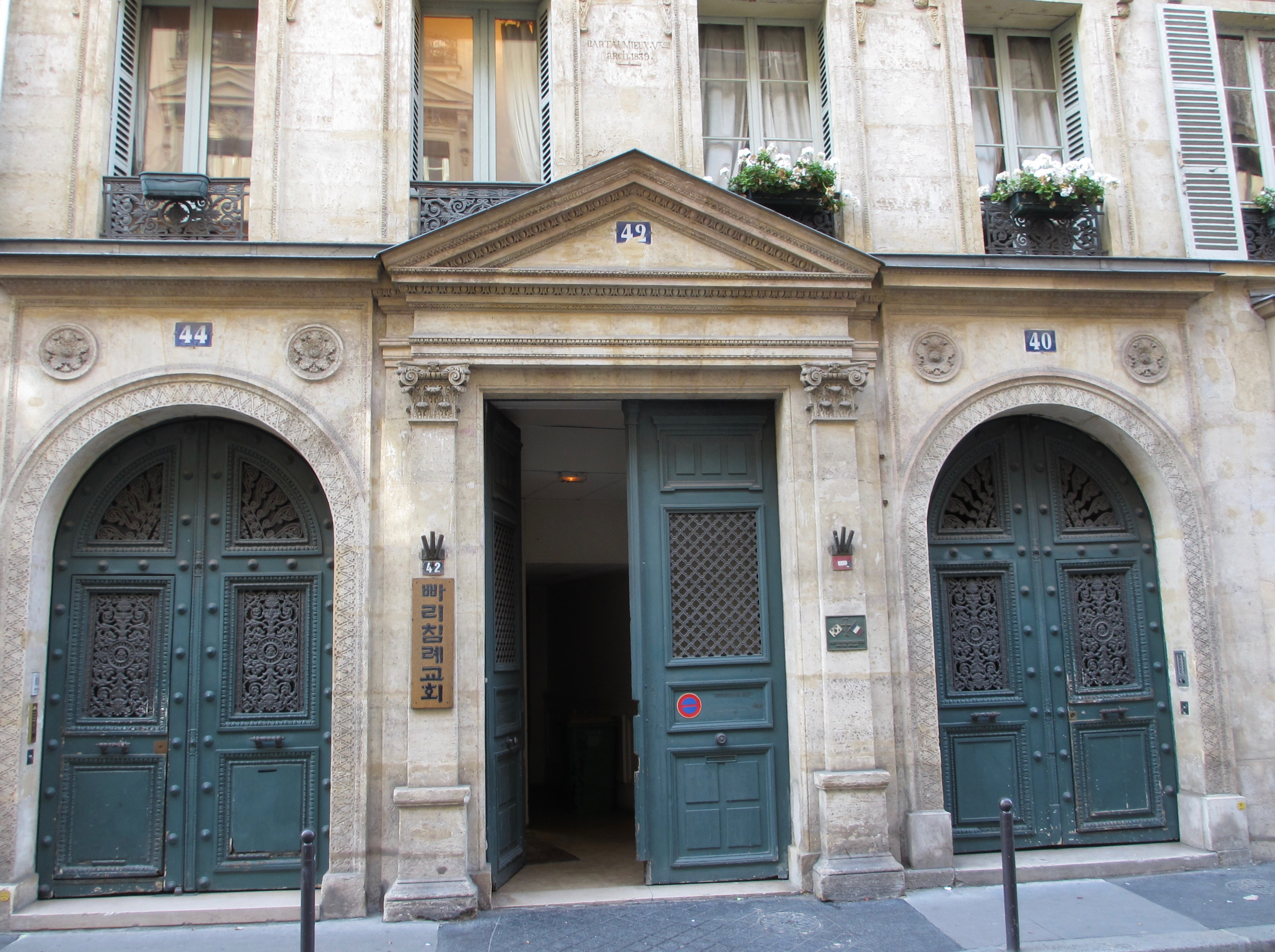
لعب مصلى شارع تايبوت دوراً بارزاً في الحياة الدينية والإجتماعية للمجتمع البروتستانتي الراقي في باريس.

مؤشر جيد على تكون النخبة البروتستانتية في أوائل القرن التاسع عشر يظهر من خلال تحليل أصول ومهن أتباع الكنيسة البروتستانتية في باريس إلى جانب كون نصف أعضائها من أصل أجنبي، والمهن الرئيسية التي عمل فيها المجتمع البروتستانتي كانت مهن الصيرفة والتجارة. علاوة على ذلك خلال القرن التاسع عشر، تمتع بعض البروتستانت بمهن سياسية مهمة، وبرز منهم فرانسوا جيزو أو ويليام ودينجتون. وضمن هذا المجتمع الغني، تم تجنيد العديد من أتباع الصحوة الكالفينية، وخاصةً أولئك الذين كانوا يترددون على مصلى شارع تايبوت، والذين سيمولون لاحقاً العديد من الأعمال البروتستانتية ذات الطابع الاجتماعي أو الديني.
من المهم الإشارة في هذه المرحلة إلى أنَّ مصطلح «المجتمع البروتستانتي الراقي» لم يكن يمثل سوى أقلية من البروتستانت في باريس. وكان يوجد من ناحية، بين الإصلاحيين كما بين اللوثريين، طبقة برجوازية صغيرة ومتوسطة، ومن ناحية أخرى، العديد من العمال والفلاحين، سواء في باريس أو في الضواحي. في عام 1903، احتفظ المجتمع البروتستانتي الراقي الباريسي بهيكل اجتماعي احترافي خاص للغاية، بما في ذلك، المعلمين والأطباء والقساوسة والمصرفيين. وتناقصت أهميتها بعد الحرب العالمية الأولى، لكن في عام 1935، أشارت قائمة أكثر «مائتي عائلة» إلى تواجد ملحوظ للعائلات البروتستانتية النافذة، وإلى أن البروتستانت العاملين في المهن المصرفية وقادة الأعمال، ولا سيما في باريس، يواصلون السيطرة على هذه الأنشطة. تجدر الإشارة إلى أن مشاركة هذه العائلات البروتستانتية في هذه المهن لا تزال قوية. في حوالي عام 1950، مثل المجتمع البروتستانتي الراقي حوالي 1,500 من البالغين، وكانوا يتركزون في باريس في أبرشية باسي وإيتويل وبنتيمونت، وكانت لهم علاقات أسرية قوية مع سويسرا والبلدان الأنجلوسكسونية.
اليوم أدى تركيز الشركات إلى تراجع العديد من الشركات العائليَّة التي كانت أصالة النسيج الاجتماعي للمجتمع البروتستانتي الباريسي الراقي. ويشبه هيكلها الاجتماعي الآن تمامًا هيكل البرجوازية الفرنسية عمومًا: حيث أن العديد من البروتستانت من قادة الأعمال والمهندسون والمحامون والأطباء وكبار المديرين وكبار المسؤولين والأكاديميين. كما أدت علمنة المجتمع إلى تراجع أهمية مفهوم «المجتمع البروتستانتي الراقي»، التي يبدو أنها تراجعت أكثر بكثير اليوم مما كانت عليه في نهاية القرن التاسع عشر، على الرغم من اتهام شخصيات العالم الاقتصادي القائم بالانتماء إلى البروتستانتية من قبل بعض المؤلفين.

### في مدن المحافظات
في بعض المدن الفرنسية الكبيرة، خاصةً تلك الموجودة في المناطق البروتستانتية التقليدية، كانت تضم طبقة برجوازية بروتستانتية مؤثرة: هذه هي الحالة على سبيل المثال في ستراسبورغ، وميلوز، وبوردو، وليون، ومونبلييه ونيم. وتطور هذه الفئات الاجتماعية له نفس طبيعة تطور «المجتمع البروتستانتي الراقي» في باريس. على سبيل المثال، في مدينة ليون، مثل «المجتمع البروتستانتي الراقي» في بداية القرن الحادي والعشرين أكثر من ثلاثين عائلة وتوقف عملياً عن الوجود في نهاية عقد 1960 «عندما توقف النبذ تجاه البروتستانتية من قبل البرجوازيين الكاثوليك في مدينة ليون».

## استخدام التعبير في الجدل المضاد
في نهاية القرن التاسع عشر، استنكر الصحفي الملكي والمعادي للسامية إرنست رينو «أوليغارشية الهوغونوت»، في إشارة إلى بعض المناصب العليا في الخدمة المدنية التي يشغلها البروتستانت. بالنسبة لرينو، كان هناك تمثيل مفرط للبروتستانتية في أجزاء معينة من المجتمع. كما جادل بأنه «إذا ذهب بروتستانتي؛ يأتي آخر في مكانه»، ومن هنا جاء تنديده بـ«الخطر البروتستانتي»، وهو عنوان عمله المنشور في عام 1899. ويستخدم مصطلح «المجتمع البروتستانتي الراقي» من قبل بعض الجدليين لأنه يثير فكرة نظرية المؤامرة، على غرار «مائتي عائلة» أو المؤامرة «اليهودية-الماسونية». ولم يعد يستخدم في القرن العشرين، بعد أن اختفت بشكل بارز المشاعر المناهضة للبروتستانت، على الرغم من نشر بعض المنشورات لهذه الأفكار.